# 小行星5290
小行星5290（英語：5290 Langevin）是一颗围绕太阳公转的小行星。1990年7月30日，亨利·E·霍爾特在帕洛马山发现了此天体。
这颗小行星的绝对星等为159.81256等。